# Квічаль австралійський
Квіча́ль австралійський (Zoothera lunulata) — вид горобцеподібних птахів родини дроздових (Turdidae). Ендемік Австралії.

## Опис

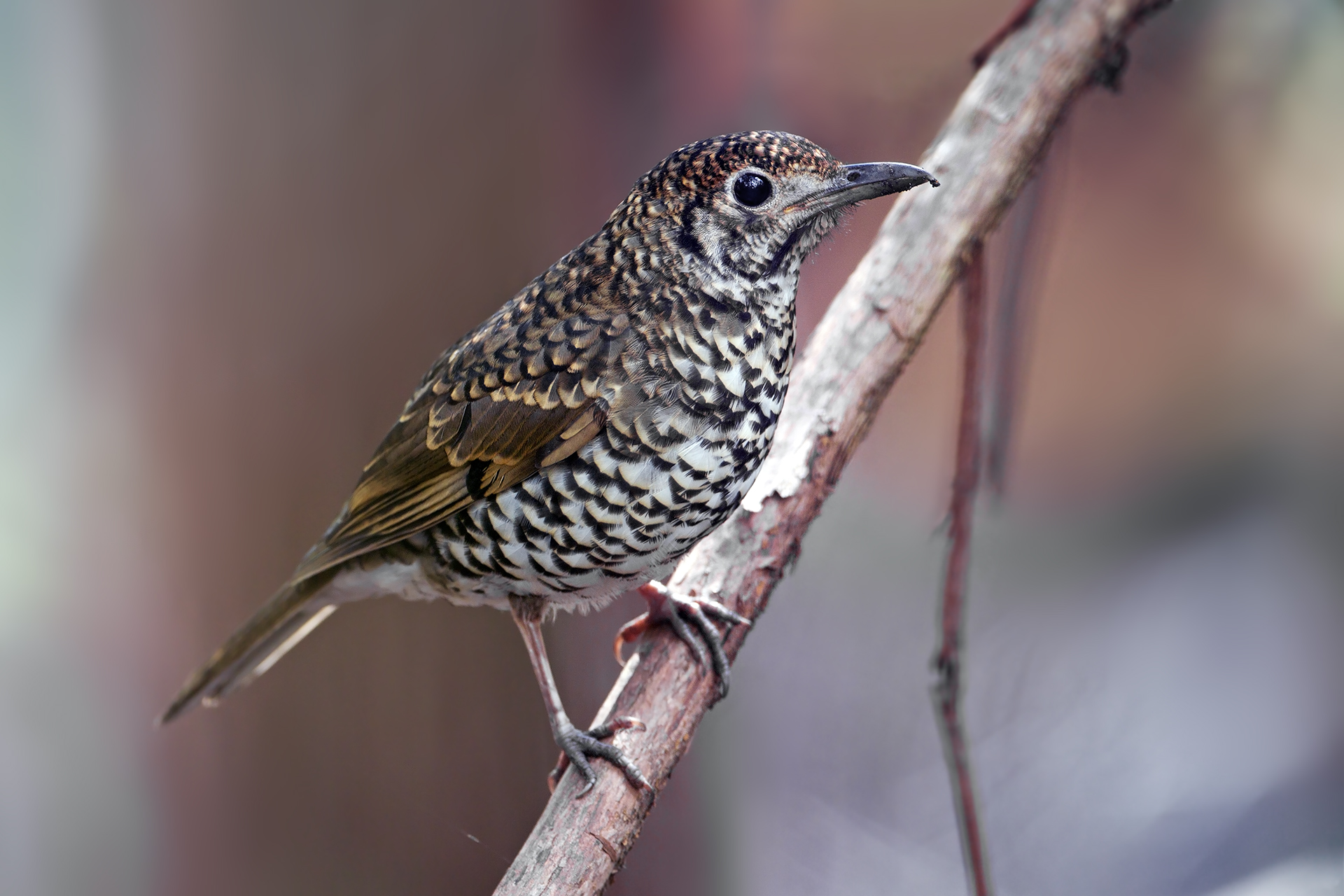
Австралійський квічаль (Південно-Західний національний парк, Тасманія)

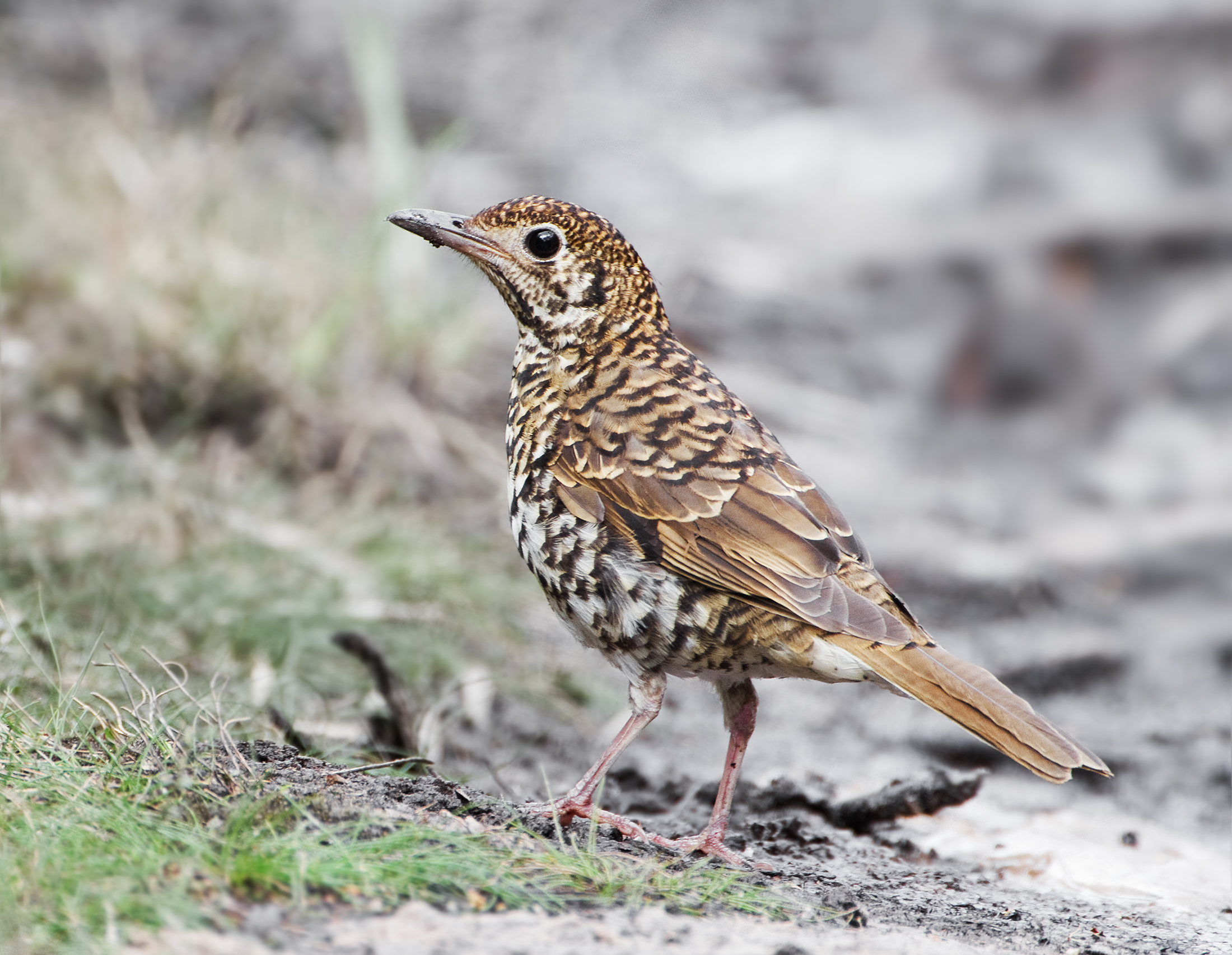
Австралійський квічаль (острів Бруні)

Довжина птаха становить 27—29 см, вага 90—100 г Забарвлення строкате, поцятковане чорними лускоподібними плямками. Верхня частина тіла оливково-коричнева, нижня частина тіла білувата. Навколо очей білі кільця, на крилах темні смуги.

## Підвиди
Виділяють три підвиди:
- Z. l. cuneata (De Vis, 1889) — плато Віндзор[en] і Атертон на північному сході Квінсленду;
- Z. l. lunulata (Latham, 1801) — південно-східна Австралія (від південно-східного Квінсленду до південно-західної Вікторії), Тасманія і острови Бассової протоки;
- Z. l. halmaturina (Campbell, AG, 1906) — хребти Маунт-Лофті[en] і Фліндерс (Південна Австралія), острів Кенгуру.

## Поширення і екологія
Австралійські квічалі мешкають на сході Австралії, на Тасманії та на сусідніх островах. Вони живуть у вологих тропічних, субтропічних і помірних лісах та в чагарникових заростях. Зустрічаються переважно на висоті від 700 до 1000 м над рівнем моря. Ведуть переважно осілий спосіб життя, в посушливі роки можуть кочувати в пошуках вологи. Живляться безхребетними, зокрема комахами, червами і равликами, яких шукають в опалому листі, а також плодами. Сезорн розмноження триває з кінця червня по липень, за сезон може вилупитися два виводки. Гніздо відносно велике, чашоподібне, зроблене зі шматочків кори, гілочок, стебел, трави і листя, встелене мозом, м'якою травою і корінцями, розміщується на дереві, на висоті до 15 м над землею. У кладці 2—3 зеленуватих або блакитнувато-зелених яєць, легко поцяткованих темними плямками. Інкубаційний період триває приблизно 2 тижні, пташенята покидають гніздо через 14 днів після вилуплення. За ними доглядають і самиці, і самці.